# Второе правительство Ланьеля
Второе правительство Ланье́ля — кабинет министров, правивший Францией 147 дня с 16 января по 12 июня 1954 года, в период Четвёртой французской республики, в следующем составе:
- Жозеф Ланьель — председатель Совета министров;
- Анри Кёй — вице-председатель Совета министров;
- Поль Рейно — вице-председатель Совета министров;
- Пьер-Анри Тежен — вице-председатель Совета министров;
- Жорж Бидо — министр иностранных дел;
- Рене Плевен — министр национальной обороны и вооруженных сил;
- Леон Мартино-Депла — министр внутренних дел;
- Эдгар Фор — министр финансов и экономических дел;
- Жан-Мари Лувель — министр торговли и промышленности;
- Роже Уде — министр сельского хозяйства;
- Поль Бакон — министр труда и социального обеспечения;
- Поль Рибейр — министр юстиции;
- Андре Мари — министр национального образования;
- Андре Мюттер — министр по делам ветеранов и жертв войны;
- Луи Жакино — министр заморских территорий;
- Жак Шастеллен — министр общественных работ, транспорта и туризма;
- Поль Кост-Флоре — министр здравоохранения и народонаселения;
- Морис Лемэр — министр восстановления и жилищного строительства;
- Пьер Ферри — министр почт;
- Эдмон Баррашен — министр конституционной реформы;
- Эдуар Корнильон-Молинье — государственный министр.

Новый министр
- 3 июня 1954 года — Эдуар Фредерик-Дюпон входит в правительство как министр отношений с государствами-партнерами.